# درجات الماجنتي
اللون الماجنتي له صبغات وظلال عديدة. هذه الألوان المختلفة موضحة أدناه.

## تعريف اللون الماجنتي

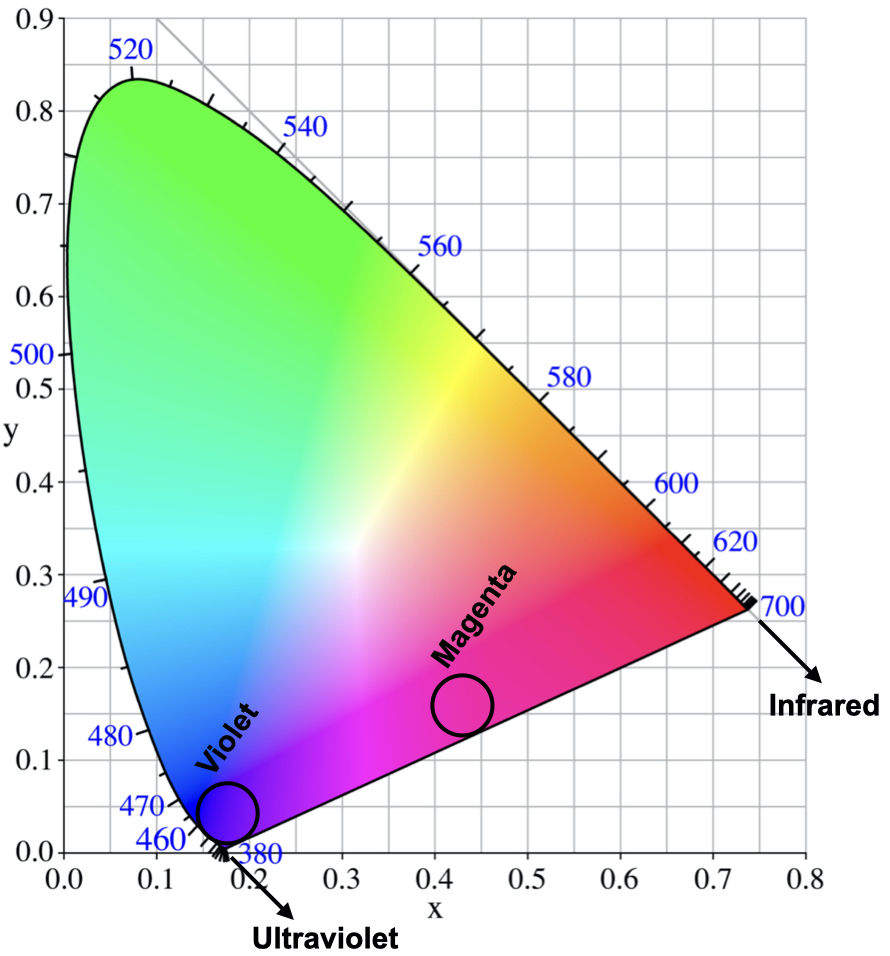
رسم توضيحي للون الماجينتي على مخطط مساحة الألوان CIE 1931.

اللون الماجنتي هو لون يتكون من أجزاء متساوية من الضوء الأحمر والأزرق . سيكون هذا هو التعريف الدقيق للون كما هو محدد لشاشة الكمبيوتر (اللون # FF00FF الموضح في حامل اللون أعلاه). إنها صفاء نقي على عجلة ألوان RGB ( صورة عجلة ألوان RGB :) في منتصف الطريق بين اللون الأرجواني والوردي . في لون الفضاء HSV والأرجواني لديه هوى من 300 درجة.

## ثلاثة اختلافات تاريخية رئيسية للماجنتي

### صبغة الماجنتيتا (اللون الأصلي 1860)
قبل اختراع لون الطباعة الماجنتي في تسعينيات القرن التاسع عشر لطباعة النموذج اللوني سيان ماجنتا أصفر أسود،
وقبل اختراع اللون الماجنتي الكهربائي في ثمانينيات القرن العشرين لشاشات الكمبيوتر، كان هذان اللونان المصطنعان مسبوقين باللون المعروض على اليمين، وهو اللون الذي يُطلق عليه في الأصل اللون الماجنتي المصنوع من أصباغ قطران الفحم عام 1859. بالإضافة إلى تسميته باللون الماجنتي الأصلي، يُطلق على لون صبغة الماجنتي أيضًا اللون الماجنتي الغني لتمييزه عن اللون الماجنتي والماجنتي الكهربائي لطابعة الألوان.
كانت صبغة الماجنتا أحد أول صبغات الأنيلين التي تم اكتشافها بعد وقت قصير من معركة ماجنتا (1859)، والتي حدثت بالقرب من بلدة ماجينتا في شمال إيطاليا. كان يُطلق على اللون في الأصل اسم فوشين أو روزين، ولكن لأغراض التسويق في عام 1860، تم تغيير اسم اللون إلى اللون الماجنتي بعد المعركة. ومن ثم تمت تسمية اللون بشكل غير مباشر على اسم المدينة.

## روابط خارجية
- كيف تم اكتشاف اللون الأرجواني في عام 1859 من خلال البحث في أصباغ قطران الفحم (الأنيلين).
- صور لعينات صبغة الأنيلين الفعلية بدرجات مختلفة من اللون الأرجواني.